# Улеза-да-Бунасбальш
Уле́за-да-Бунасба́льш (кат. Olesa de Bonesvalls) — муніципалітет, розташований в Автономній області Каталонія, в Іспанії. Знаходиться у районі (кумарці) Ал-Панадес провінції Барселона, згідно з новою адміністративною реформою перебуватиме у складі Баґарії (округи) Барселона.

## Населення
Населення міста (у 2007 р.) становить 1.556 осіб (з них менше 14 років — 14,9 %, від 15 до 64 — 72,9 %, понад 65 років — 12,2 %). У 2006 р. народжуваність склала 25 осіб, смертність — 9 осіб, зареєстровано 8 шлюбів. У 2001 р. активне населення становило 575 осіб, з них безробітних — 55 осіб.

Серед осіб, які проживали на території міста у 2001 р., 725 народилися в Каталонії (з них 240 осіб у тому самому районі, або кумарці), 283 особи приїхали з інших областей Іспанії, а 48 осіб приїхало з-за кордону. 

Університетську освіту має 8 % усього населення. 

У 2001 р. нараховувалося 388 домогосподарств (з них 19,3 % складалися з однієї особи, 34,3 % з двох осіб,17,8 % з 3 осіб, 18,8 % з 4 осіб, 6,4 % з 5 осіб, 2,3 % з 6 осіб, 0,3 % з 7 осіб, 0 % з 8 осіб і 0,8 % з 9 і більше осіб).

Активне населення міста у 2001 р. працювало у таких сферах діяльності: у сільському господарстві — 2,1 %, у промисловості — 27,3 %, на будівництві — 15,4 % і у сфері обслуговування — 55,2 %. 

 У муніципалітеті або у власному районі (кумарці) працює 264 особи, поза районом — 342 особи.

### Безробіття
У 2007 р. нараховувалося 42 безробітних (у 2006 р. — 44 безробітних), з них чоловіки становили 21,4 %, а жінки — 78,6 %.

## Економіка

### Підприємства міста

#### Промислові підприємства
| \| Промислові підприємства міста, за сферою діяльності \| Промислові підприємства міста, за сферою діяльності \| Промислові підприємства міста, за сферою діяльності \| \| Рік \| 2002 р. \| 2001 р. \| \| --------------------------------------------------- \| --------------------------------------------------- \| --------------------------------------------------- \| \| Енергетичні та водні ресурси \| 7,1 % \| 0 % \| \| Хімія та метали \| 14,3 % \| 14,3 % \| \| Переробка металів \| 28,6 % \| 35,7 % \| \| Продукти харчування \| 21,4 % \| 21,4 % \| \| Текстиль \| 7,1 % \| 7,1 % \| \| Виробництво меблів, видання \| 21,4 % \| 21,4 % \| \| Інше \| 0 % \| 0 % \| \| Усього підприємств \| 14 \| 14 \| |         |         |
| Промислові підприємства міста, за сферою діяльності |         |         |
| Рік | 2002 р. | 2001 р. |
| Енергетичні та водні ресурси | 7,1 %   | 0 %     |
| Хімія та метали | 14,3 %  | 14,3 %  |
| Переробка металів | 28,6 %  | 35,7 %  |
| Продукти харчування | 21,4 %  | 21,4 %  |
| Текстиль | 7,1 %   | 7,1 %   |
| Виробництво меблів, видання | 21,4 %  | 21,4 %  |
| Інше | 0 %     | 0 %     |
| Усього підприємств | 14      | 14      |

#### Роздрібна торгівля
| \| Підприємства роздрібної торгівлі міста, за сферою діяльності \| Підприємства роздрібної торгівлі міста, за сферою діяльності \| Підприємства роздрібної торгівлі міста, за сферою діяльності \| \| Рік \| 2002 р. \| 2001 р. \| \| ------------------------------------------------------------ \| ------------------------------------------------------------ \| ------------------------------------------------------------ \| \| Продукти харчування \| 62,5 % \| 55,6 % \| \| Одяг та взуття \| 0 % \| 0 % \| \| Товари для дому \| 12,5 % \| 11,1 % \| \| Книги та періодичні видання \| 0 % \| 0 % \| \| Промислова хімічна продукція \| 12,5 % \| 11,1 % \| \| Продукція, пов'язана з транспортними засобами \| 0 % \| 0 % \| \| Інше \| 12,5 % \| 22,2 % \| \| Усього підприємств \| 8 \| 9 \| |         |         |
| Підприємства роздрібної торгівлі міста, за сферою діяльності |         |         |
| Рік | 2002 р. | 2001 р. |
| Продукти харчування | 62,5 %  | 55,6 %  |
| Одяг та взуття | 0 %     | 0 %     |
| Товари для дому | 12,5 %  | 11,1 %  |
| Книги та періодичні видання | 0 %     | 0 %     |
| Промислова хімічна продукція | 12,5 %  | 11,1 %  |
| Продукція, пов'язана з транспортними засобами | 0 %     | 0 %     |
| Інше | 12,5 %  | 22,2 %  |
| Усього підприємств | 8       | 9       |

#### Сфера послуг
| \| Підприємства міста, що працюють у сфері послуг, за діяльністю \| Підприємства міста, що працюють у сфері послуг, за діяльністю \| Підприємства міста, що працюють у сфері послуг, за діяльністю \| \| Рік \| 2002 р. \| 2001 р. \| \| ------------------------------------------------------------- \| ------------------------------------------------------------- \| ------------------------------------------------------------- \| \| Гуртова торгівля \| 9,8 % \| 14 % \| \| Готелі та готельний бізнес \| 13,7 % \| 14 % \| \| Транспорт та зв'язок \| 41,2 % \| 41,9 % \| \| Посередницькі фінансові послуги \| 0 % \| 0 % \| \| Послуги підприємствам \| 3,9 % \| 2,3 % \| \| Послуги фізичним особам \| 19,6 % \| 16,3 % \| \| Нерухомість та ін. \| 11,8 % \| 11,6 % \| \| Усього підприємств \| 51 \| 43 \| |         |         |
| Підприємства міста, що працюють у сфері послуг, за діяльністю |         |         |
| Рік | 2002 р. | 2001 р. |
| Гуртова торгівля | 9,8 %   | 14 %    |
| Готелі та готельний бізнес | 13,7 %  | 14 %    |
| Транспорт та зв'язок | 41,2 %  | 41,9 %  |
| Посередницькі фінансові послуги | 0 %     | 0 %     |
| Послуги підприємствам | 3,9 %   | 2,3 %   |
| Послуги фізичним особам | 19,6 %  | 16,3 %  |
| Нерухомість та ін. | 11,8 %  | 11,6 %  |
| Усього підприємств | 51      | 43      |

## Житловий фонд
У 2001 р. 4,1 % усіх родин (домогосподарств) мали житло метражем до 59 м2, 25,8 % — від 60 до 89 м2, 31,4 % — від 90 до 119 м2 і
38,7 % — понад 120 м2.

З усіх будівель у 2001 р. 47,2 % було одноповерховими, 49,3 % — двоповерховими, 3,1 % — триповерховими, 0,4 % — чотириповерховими, 0 % — п'ятиповерховими, 0 % — шестиповерховими,
0 % — семиповерховими, 0 % — з вісьмома та більше поверхами.

## Автопарк
| \| Автомобілі, зареєстровані у місті, за призначенням \| Автомобілі, зареєстровані у місті, за призначенням \| Автомобілі, зареєстровані у місті, за призначенням \| \| Рік \| 2006 р. \| 2005 р. \| \| -------------------------------------------------- \| -------------------------------------------------- \| -------------------------------------------------- \| \| Приватні автомобілі \| 63,4 % \| 65,5 % \| \| Мотоцикли \| 9,6 % \| 7,9 % \| \| Вантажівки \| 19,7 % \| 20,9 % \| \| Трактори \| 1,7 % \| 1,2 % \| \| Автобуси та ін. \| 5,6 % \| 4,5 % \| \| Усього автомобілів \| 1.261 шт. \| 1.165 шт. \| |           |           |
| Автомобілі, зареєстровані у місті, за призначенням |           |           |
| Рік | 2006 р.   | 2005 р.   |
| Приватні автомобілі | 63,4 %    | 65,5 %    |
| Мотоцикли | 9,6 %     | 7,9 %     |
| Вантажівки | 19,7 %    | 20,9 %    |
| Трактори | 1,7 %     | 1,2 %     |
| Автобуси та ін. | 5,6 %     | 4,5 %     |
| Усього автомобілів | 1.261 шт. | 1.165 шт. |

## Вживання каталанської мови
У 2001 р. каталанську мову у місті розуміли 96,6 % усього населення (у 1996 р. — 97,8 %), вміли говорити нею 75,8 % (у 1996 р. — 77,8 %), вміли читати 75,9 % (у 1996 р. — 75,3 %), вміли писати 46,8 % (у 1996 р. — 48,3 %). Не розуміли каталанської мови 3,4 %.

## Політичні уподобання
У виборах до Парламенту Каталонії у 2006 р. взяло участь 603 особи (у 2003 р. — 582 особи). Голоси за політичні сили розподілилися таким чином:
| \| Вибори до Парламенту Каталонії \| Вибори до Парламенту Каталонії \| Вибори до Парламенту Каталонії \| \| Рік \| 2006 р. \| 2003 р. \| \| -------------------------------------- \| ------------------------------ \| ------------------------------ \| \| Конвергенція та Єднання (CiU) \| 27,5 % \| 32,1 % \| \| Соціалістична партія Каталонії (PSC) \| 26 % \| 24,9 % \| \| Народна партія (PP) \| 11,9 % \| 13,7 % \| \| Ініціатива за зелену Каталонію (IC) \| 8,6 % \| 7,2 % \| \| Республіканська лівиця Каталонії (ERC) \| 17,2 % \| 20,4 % \| \| Громадянська партія (C's) \| 3 % \| 0 % \| \| Інші \| 5,6 % \| 1,5 % \| |         |         |
| Вибори до Парламенту Каталонії |         |         |
| Рік | 2006 р. | 2003 р. |
| Конвергенція та Єднання (CiU) | 27,5 %  | 32,1 %  |
| Соціалістична партія Каталонії (PSC) | 26 %    | 24,9 %  |
| Народна партія (PP) | 11,9 %  | 13,7 %  |
| Ініціатива за зелену Каталонію (IC) | 8,6 %   | 7,2 %   |
| Республіканська лівиця Каталонії (ERC) | 17,2 %  | 20,4 %  |
| Громадянська партія (C's) | 3 %     | 0 %     |
| Інші | 5,6 %   | 1,5 %   |

У муніципальних виборах у 2007 р. взяло участь 797 осіб (у 2003 р. — 720 осіб). Голоси за політичні сили розподілилися таким чином:
| \| Муніципальні вибори \| Муніципальні вибори \| Муніципальні вибори \| \| Рік \| 2007 р. \| 2003 р. \| \| -------------------------------------- \| ------------------- \| ------------------- \| \| Конвергенція та Єднання (CiU) \| 21,2 % \| 31,4 % \| \| Соціалістична партія Каталонії (PSC) \| 14,1 % \| 15,8 % \| \| Народна партія (PP) \| 6,4 % \| 8,8 % \| \| Ініціатива за зелену Каталонію (IC) \| 20,1 % \| 0 % \| \| Республіканська лівиця Каталонії (ERC) \| 13,9 % \| 8,6 % \| \| Громадянська партія (C's) \| 0 % \| 0 % \| \| Інші \| 24,3 % \| 35,4 % \| |         |         |
| Муніципальні вибори |         |         |
| Рік | 2007 р. | 2003 р. |
| Конвергенція та Єднання (CiU) | 21,2 %  | 31,4 %  |
| Соціалістична партія Каталонії (PSC) | 14,1 %  | 15,8 %  |
| Народна партія (PP) | 6,4 %   | 8,8 %   |
| Ініціатива за зелену Каталонію (IC) | 20,1 %  | 0 %     |
| Республіканська лівиця Каталонії (ERC) | 13,9 %  | 8,6 %   |
| Громадянська партія (C's) | 0 %     | 0 %     |
| Інші | 24,3 %  | 35,4 %  |